# Narodni naravni park Los Katíos
Narodni naravni park Los Katíos (špansko Parque Nacional Natural (PNN) Los Katíos) je zavarovano območje na severozahodu Kolumbije in obsega približno 720 km². Nadmorska višina se giblje med 50 in 600 m. Je del Dariénske vrzeli, gosto gozdnatega območja, ki si ga delita Panama in Kolumbija in je v bližini narodnega parka Darién v Panami. Panameriška cesta, ko bo dokončana, kot je bilo predlagano, bi potekala blizu ali skozi Los Katíos. Park je bil leta 1994 razglašen za Unescovo svetovno dediščino zaradi izjemne raznolikosti zastopanih rastlinskih in živalskih vrst.
Topografija narodnega parka Los Katios je raznolika, z nizkimi griči, gozdovi in mokrimi ravnicami, ki obsegajo celotno območje.
Dva največja dela parka sta gorovje Serranía del Darién, ki leži na zahodu in poplavna območja reke Atrato na vzhodu. Poplavne ravnice imajo izjemno rodovitno zemljo in so sestavljene iz dveh vrst aluvialnih ravnic. Eno sestavljajo nizko ležeče terase, ki so pogosto poplavljene, druge pa visoke terase, ki so redko poplavljene. Obstajajo tudi nizki hribi do 250 metrov nadmorske višine in drugi, ki so visoki 600 metrov. Močvirja se razprostirajo na skoraj polovici celotne površine parka. Mokrišča poplavnega območja reke Atrato so edinstvena. Prioria copaifera, špansko cativo, ena od avtohtonih drevesnih vrst, lahko zraste do višine 50 metrov. Svoje ime je dala formaciji, imenovani catival in je ni mogoče najti nikjer na svetu, razen v Kolumbiji, južni Srednji Ameriki in Jamajki.

## Pomembnost
Narodni naravni park Los Katíos ima izjemno visoko biotsko raznovrstnost in je (skupaj s sosednjim narodnim parkom Darien v Panami) središče endemizma s številnimi vrstami, ki so omejene na regijo. V parku živi najmanj 450 vrst ptic. Dejansko je več kot 25 % vrst ptic, prijavljenih za Kolumbijo, na območju, manjšem od 1 % celotnega ozemlja Kolumbije. Skoraj 20 % rastlinskih vrst v parku je endemičnih za vlažne gozdove Chocó-Darién.
Zaradi svoje geografske lege v severni Kolumbiji na južnem robu srednjeameriškega kopenskega mostu je ta regija služila kot filter za izmenjavo živalskih vrst med Severno in Južno Ameriko v terciarnem in pleistocenskem obdobju. Ta proces se nadaljuje še danes in Los Katíos je edina regija v Južni Ameriki, kjer so pogosti številni srednjeameriški taksoni, vključno z vrstami tise, orjaškim mravljinčarjem (Myrmecophaga tridactyla) in srednjeameriškim tapirjem (Tapirus bairdii).
Park varuje tudi pomembne krajinske značilnosti, kot so 25 m visok slap Tendal, 100 m visok slap Tilupo in močvirje Tumaradó.
Leta 1990 je bil park dostopen s potmi in bivališči za manjše skupine obiskovalcev, ki so pridobili dostop do narodnega parka prek uprave parka v Sautati.

## Zgodovina
Regijo so prvotno naseljevali Guna, domorodno ljudstvo, ki je po notranjih spopadih morali regijo Choc predati Katío-Emberom in emigrirali v Panamo. Regija Darién, ki ji pripada Los Katíos, je bila zgodovinsko pomembna za prve naseljence, ki so uporabljali kopenski most iz Severne v Južno Ameriko pred približno 20.000 leti. V postkolumbovskem obdobju so španski konkvistadorji Rodrigo de Bastidas, Alonso de Ojeda in Vasco Núñez de Balboa leta 1501 prvi odkrili to regijo.
V novejšem času je bil približno en odstotek parka na območju Sautatá kmetijsko razvit in uporabljen predvsem za pridelavo sladkornega trsa. Potem ko je bil leta 1974 ustanovljen park, je bilo v naslednjih sedmih letih približno 150 lokalnih družin preseljenih v bližnja mesta Unguía, Puente América, Tumaradó in Cacarica.
Park je bil leta 2009 uvrščen na seznam ogrožene svetovne dediščine na zahtevo kolumbijske vlade, da se spopada z grožnjami za njegovo zaščito, zlasti krčenjem gozdov, nepooblaščenimi naselbinami, nezakonitemu ribolovu in lovu.
Leta 2015 je bil park odstranjen s seznama ogrožene svetovne dediščine zaradi bistvenih izboljšav v upravljanju parka in ukrepov, ki so jih sprejeli nacionalni organi za zmanjšanje nezakonitega pridobivanja lesa in prekomernega ribolova.

## Ekosistem
Po klasifikacijskem sistemu Holdridge je narodni park Los Katíos v tropskem deževnem gozdnem življenjskem območju (bh-T), za katerega so značilne temperature med 24 in 25 ° C in letna količina padavin med 1900 in 3100 mm. Uokvirjen je v velikem biomu tropskega deževnega gozda, ki je glede na določene značilnosti podnebja, tal in vegetacije razdeljen na: pacifiško-atratski vlažni tropski zonobiom, pacifiško-atratni heliobiom in baudo-darien orobiom. V teh biomih so predstavljeni ekosistemi poplavnih gozdov v aluvialnih ravnicah, močvirjih, obvodnih gozdovih v aluvialnih ravnicah in tropskih gozdovih v osamljenih gorah.

## Rastlinstvo in živalstvo
V literaturi parka je opisanih 105 vrst plazilcev, med katerimi so: rdečenoga želva ( Chelonoidis carbonaria), želva icotea, kače, v nekaterih dokumentih je omenjeno, da je v zavarovanem območju krokodil Crocodylus acutus in številne kače, vključno  navadni udav, Bothrops atrox ali Bothrops asper. Za dvoživke je bilo zabeleženih 20 vrst, vključenih v devet družin in 14 rodov.
Poročali so o približno 412 vrstah ptic, med katerimi izstopajo pav, štiri vrste papig, črnovrati kričač Chauna chavaria, buco bobito; ptice ujede: harpijski orel águila arpía, vodni zmaj milano plomizo, ribji orel Pandion haliaetus, polžju lunj (Rostrhamus sociabilis), med drugim in okoli 182 vrst sesalcev.
Za močvirja Tumaradó poročajo o 42 vrstah rib. Za porečje Atrato so poročali o 134 vrstah. Med vrstami, ki so registrirane v parku, so: stingray, Prochilodus magdalenae, boquiancha Gilbertolus alatus, Hoplias malabaricus, somi.
Za območje parka je bila zabeleženo rastlinstvo s poročilom o 669 botaničnih vrstah, razporejenih v 96 družinah dvokaličnic in 20 enokaličnic. Med šestimi rastlinskimi združenji, ki jih najdemo na območju, izstopajo cativales. V spodnjem vznožju izstopajo vrste, kot je družina Ceiba; v visokih hribih so poleg tega še palme, Brosimum utile, ceiba tolúa, camaján in lecheperra. Na poplavnih ravnicah uspevajo vodna hijacinta (Eichhornia crassipes), vodna solata (Pistia stratiotes), arakača (Arracacia xanthorrhiza), palma pangana, Erythrina edulis in guarumo (Cecropia peltata).